# 28137 Helenyao
28137 Helenyao este un asteroid din centura principală de asteroizi.

## Descriere
28137 Helenyao este un asteroid din centura principală de asteroizi. A fost descoperit pe 26 septembrie 1998 la Socorro, New Mexico, în cadrul proiectului LINEAR. Asteroidul prezintă o orbită caracterizată de o semiaxă mare de 2,39 ua, o excentricitate de 0,08 și o înclinație de 7,3° în raport cu ecliptica.